# FLY HIGH (doaのアルバム)
『FLY HIGH』（フライハイ）とは、2015年1月28日、GIZA studioから発売されたdoaのアルバム。

## 概要
- 現代に生きる大人たちが抱える日常の葛藤を歌にし、「今からだって高く飛べるんだ！」という強くポジティブなメッセージをコンセプトにしている[1][2]。タイトル曲「FLY HIGH」はデビュー曲「火ノ鳥のように」へのアンサーソングである[1]。
- 『Goodbye Girl』がTBS系「噂の!東京マガジン」1月〜3月のエンディングテーマ[2]。
- 表題曲「FLY HIGH」にはショートバージョンではあるがPVが存在する。このPVは日本テレビ『ミュージックドラゴン』やニコニコ生放送でオンエアされた。
- 本アルバムを引っ提げたライブツアー「doa LIVE Tour 2015 FLY HIGH」が、全国7カ所で開催された。

## 収録曲
全作曲・編曲：徳永暁人
1. FLY HIGH
作詞：徳永暁人　リードボーカル：吉本大樹
アルバムタイトル曲。
デビューシングル「火ノ鳥のように」のアンサーソングであり、同曲の歌詞の一節が引用されている。
2. SMILE
作詞：徳永暁人　リードボーカル：吉本大樹
7枚目の配信シングル。
本アルバムの先行シングル。
今作は吉本大樹がメインボーカルを担当し、doaの軸となるウエストコーストサウンドと吉本大樹のボーカルと3人のコーラスが前向きな気持ちを作り出す、応援ソングとなっている。
3. DA・LI・LA〜君にParty Tonight
作詞：徳永暁人　リードボーカル：徳永暁人
4. ただ君がいるそれだけでいい
作詞：大田紳一郎　リードボーカル：吉本大樹
5. Goodbye Girl
作詞：徳永暁人　リードボーカル：徳永暁人
TBS系「噂の!東京マガジン」1月〜3月のエンディングテーマ。
6. DRIVE AWAY
作詞：吉本大樹　リードボーカル：吉本大樹
7. Sailing
作詞：大田紳一郎　リードボーカル：大田紳一郎
8. Hello
作詞：徳永暁人　リードボーカル：徳永暁人
9. 満月の狼
作詞：徳永暁人　リードボーカル：doa
10. 酔っぱライアー
作詞：大田紳一郎　リードボーカル：大田紳一郎
11. ひまわり
作詞：徳永暁人　リードボーカル：徳永暁人
12. PUSH!PUSH!押せ押せアニマル
作詞：吉本大樹・大田紳一郎・徳永暁人　リードボーカル：吉本大樹

## 参加ミュージシャン
- 吉本大樹 - ボーカル
- 大田紳一郎 - ボーカル、ギター
- 徳永暁人 - ボーカル、ベース、ギター、ペダルスチール、マンドリン、バンジョー、ピアノ、ハモンドオルガン、ブルースハープ、プログラミング